# Heinz S. Fuchs
Heinz Siegfried Fuchs (* 12. September 1917 in Plauen; † 12. März 2008 in Bonn-Bad Godesberg) war ein deutscher Arzt und Generalstabsarzt der Bundeswehr. Er war Facharzt für Innere Krankheiten und für Lungenerkrankungen,  Arbeitsmediziner, Sport- sowie Flugmediziner.

## Leben und Wirken
Fuchs, Sohn eines Kaufmanns, studierte als Luftwaffenangehöriger der Militärärztlichen Akademie an der Humboldt-Universität zu Berlin und der Universität Wien, diente im Zweiten Weltkrieg als Fliegerarzt sowie als Leitender Sanitätsoffizier und geriet bei Kriegsende in Gefangenschaft.
Nach der Rückkehr aus der Kriegsgefangenschaft im Jahr 1946 war er unter anderem Chefarzt eines Tuberkulose-Krankenhauses und trat 1958 in die Bundeswehr ein. 1968 erhielt er die Beförderung zum Generalarzt in Verbindung mit der Versetzung auf den Dienstposten als Leiter der Inspektion Sanitätsdienst der Luftwaffe im Allgemeinen Luftwaffenamt. Die Dienststelle wurde im Oktober 1970 in Generalarzt Sanitätsdienst der Luftwaffe umgegliedert (heute Generalarzt der Luftwaffe). In seiner letzten Verwendung von 1972 bis zu seiner Zurruhesetzung im Jahr 1977 war er Amtschef des Sanitätsamtes der Bundeswehr im Dienstgrad Generalstabsarzt.
Von 1974 bis 1978 war er Präsident der Deutschen Gesellschaft für Luft- und Raumfahrt, bei der er seit 19. September 2003 Ehrenmitglied war. Zudem war er bis 1983 Honorarprofessor an der Universität Gießen. Er war unter anderem Fellow der American Astronautical Society, Ehrenmitglied der Académie de l'air et de l'espace und zahlreicher ähnlicher internationaler Vereinigungen.
Fuchs veröffentlichte weit über 100 Fachartikel.

## Auszeichnungen
Fuchs wurde für seine Verdienste im Zweiten Weltkrieg mehrfach ausgezeichnet, ist Ehrenfliegerarzt verschiedener internationaler Luftstreitkräfte und wurde auch für seine Verdienste mehrfach national und international ausgezeichnet, unter anderem:
- Großes Verdienstkreuz des Verdienstordens der Bundesrepublik Deutschland[6] (1973)
- Offizierskreuz der Legion of Merit
- Medaille d’Honneur (Ehrenmedaille) du Service de Santé de l’Armée de l’air
- Großoffizier des Verdienstordens der Italienischen Republik
- Hubertus-Strughold-Award der Space Medicine Branch der Aerospace Medical Association